# 7117 Claudius
7117 Claudius (1988 CA1) là một tiểu hành tinh vành đai chính được phát hiện ngày 14 tháng 2 năm 1988 bởi F. Borngen ở Tautenburg.